# Commando Fada
Albums de Massilia Sound System
Chourmo
(1993) Aïollywood
(1997)
Commando Fada est un album de Massilia Sound System sorti en 1995.

## Liste des titres
| No  | Titre                      | Durée |
| --- | -------------------------- | ----- |
| 1.  | En barca, gents de marca ! | 2:00  |
| 2.  | Commando fada              | 04:51 |
| 3.  | Des métallos !             | 03:49 |
| 4.  | M'en foti !                | 03:49 |
| 5.  | Occitan : leiçon n°1       | 04:08 |
| 6.  | On danse le parpanhàs      | 04:12 |
| 7.  | Mise en examen             | 04:01 |
| 8.  | Lo reggae es mon companh   | 04:44 |
| 9.  | Remue                      | 05:55 |
| 10. | Jompa vò !                 | 04:11 |
| 11. | Degun ni personne          | 02:54 |
| 12. | Quand le sound est bon     | 04:59 |
| 13. | Solelhadís                 | 04:16 |
| 14. | Refusez la pression        | 03:48 |
| 15. | Marseillais                | 03:19 |
| 16. | Vulgus vs Prostrus         | 02:27 |
| 17. | Duba vò !                  | 03:12 |
| 18. | Garriga picament           | 01:18 |